# میشا
میشا (کره‌ای: 미샤) شرکت لوازم آرایشی کره‌ای است، که در سال ۲۰۰۰ تأسیس شد.